# Huáscar (1865)
Huáscar – okręt pancerny klasy monitor z II połowy XIX wieku, służący w Peru, następnie Chile, zachowany do czasów obecnych. Został zbudowany w Wielkiej Brytanii w 1865 roku dla marynarki wojennej Peru. Odznaczył się szczególnie w składzie marynarki peruwiańskiej podczas wojny o Pacyfik w roku 1879, w toku której został zdobyty i wcielony do marynarki wojennej Chile. Obecnie, od 1952 roku, jako pomnik chwały morskiej obu krajów, pełni rolę okrętu-muzeum w chilijskim porcie wojennym Talcahuano. Jest jednym z najsłynniejszych i najbardziej zasłużonych okrętów Ameryki Południowej.

## Budowa
Monitor „Huáscar” został zbudowany w stoczni Laird Brothers w Birkenhead w Wielkiej Brytanii na zamówienie marynarki wojennej Peru. W literaturze jest on również określany jako okręt wieżowy (ang. turret ship). Wraz z fregatą pancerną „Independecia”, były one pierwszymi okrętami pancernymi marynarki wojennej Peru, zamówionymi w Europie w ramach programu rozwoju marynarki, wymuszonego przez napięte stosunki z sąsiednimi państwami i z dawną metropolią kolonialną, Hiszpanią. Wcześniej flota Peru posiadała jedynie kilka niewielkich drewnianych okrętów. Nowy okręt został zamówiony 12 sierpnia 1864 roku, klasyfikowany początkowo jako wieżowy pancernik obrony wybrzeża. Koszt budowy wyniósł 71 000 funtów, a termin kontraktowy wynosił 12 miesięcy. Budowę prowadzono pod numerem stoczniowym 321. Okręt wodowano 7 października 1865 roku. Z inicjatywy prezydenta Pezeta otrzymał w styczniu 1865 roku nazwę na cześć władcy Inków, Huascara.

## Opis

### Opis ogólny i architektura

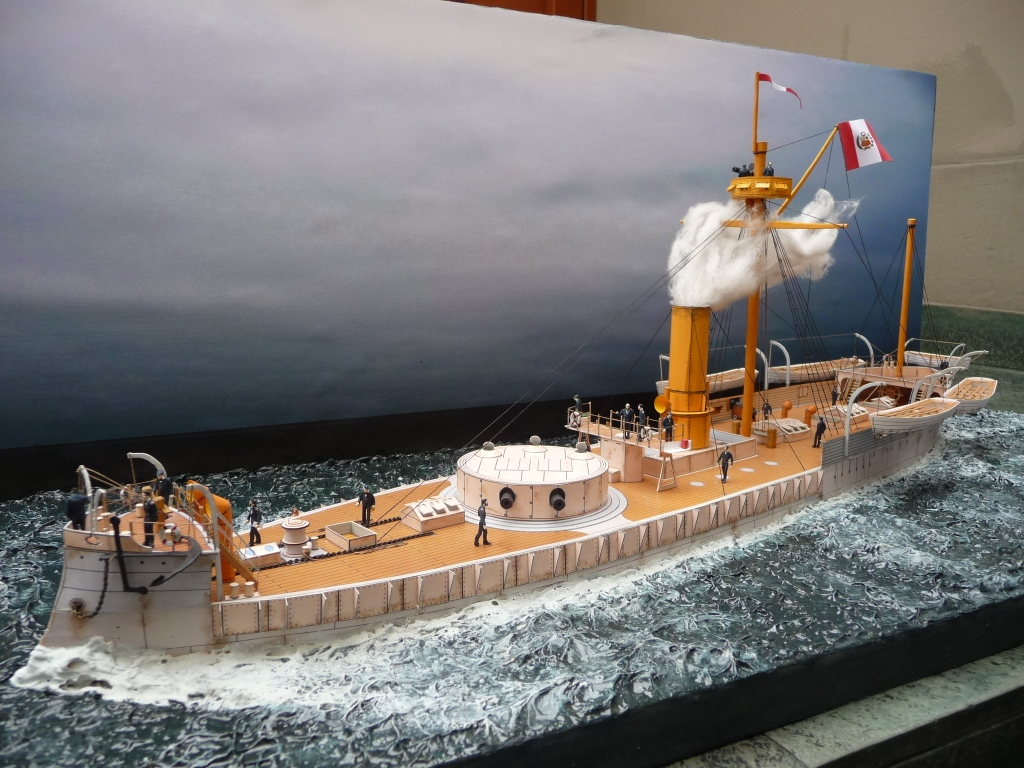
Model monitora „Huáscar”

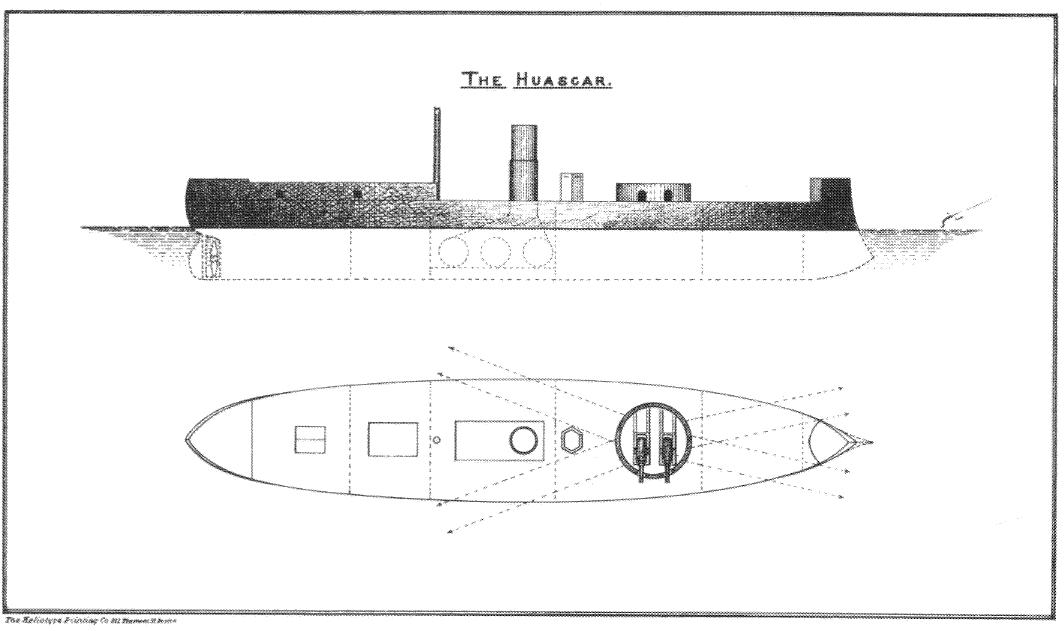
Uproszczony plan okrętu z epoki

W momencie budowy „Huáscar” był nowoczesną i silną jednostką. Zaprojektowany przez konstruktora Cowpera Colesa, był jednym z pierwszych okrętów wyposażonych w wieżę artyleryjską, której koncepcję Coles forsował równolegle do Johna Ericssona (twórcy USS „Monitor”). W odróżnieniu od oryginalnego „Monitora”, otrzymał wyższe burty, zwłaszcza na dziobie i w części rufowej, co dawało mu znacznie lepsze własności morskie. Na śródokręciu, gdzie umieszczona była wieża, burty obniżały się. 
Kadłub wykonany był z żelaza i podzielony grodziami poprzecznymi na pięć przedziałów wodoszczelnych. Wyporność pustego okrętu wynosiła 1101 ts, wyporność normalna – 1745 ts, a maksymalna przy pełnym wyposażeniu – 2030 ts. Wysokość wolnej burty wynosiła tylko 1,37 m, stąd dla poprawy własności morskich w dziobowej i rufowej części były dziobówka i rufówka, a pomiędzy nimi rozciągały się nadburcia. Na śródokręciu w rejonie wieży działowej nadburcia były opuszczane w celu umożliwienia ostrzału. Pod maszynownią, kotłownią i komorą amunicyjną było dno podwójne. Dziób okrętu był wykonany w formie taranu.

### Uzbrojenie
Główne uzbrojenie okrętu umieszczone było w wieży obrotowej. Początkowo stanowiły je dwa gwintowane działa odprzodowe Armstronga kalibru 254 mm (10 cali lub wagomiaru 330 funtów). Działa miały długość lufy 12 kalibrów i masę 12 ton. W celu załadowania działa były chowane do wieży. Wieża osadzona była na centralnej osi opierającej się na stępce okrętu, a jej ściany opierały się na łożysku rolkowym. Obracana była ręcznie przez 16 ludzi, a czas pełnego obrotu wynosił 15 minut. Kąt ostrzału wynosił 138° na każdą burtę, martwe pole wynosiło 20° na dziobie i 64° na rufie. Napęd wieży i uzbrojenie zmodernizowano w 1880 (lub 1882) roku, instalując dwa działa odtylcowe kalibru 203 mm o długości lufy L/26 i napęd parowy obrotu wieży, przez co czas obrotu spadł do 5 minut.
Uzbrojenie uzupełniały trzy działa konstrukcji Armstronga na pokładzie górnym, w ścianach nadbudówki na rufie. Dwa z nich były to działa kalibru 120 mm (40-funtowe) o długości lufy 16 kalibrów, na drewnianych łożach, w stanowiskach na prawej burcie oraz w osi symetrii rufy. Trzecie działo, na lewej burcie, miało kaliber 76 mm (12-funtowe). Na przednim maszcie natomiast była umieszczona kartaczownica Gatlinga.

### Opancerzenie
Żelazny pancerz burtowy rozciągał się od górnego pokładu na 90 cm poniżej linii wodnej i miał grubość 114 mm na śródokręciu – od wieży artyleryjskiej przez kotłownię po maszynownię. Na dziobie i rufie jego grubość spadała do 64 mm. Pancerz umieszczony był na poszyciu na drewnianej tekowej podkładce o grubości od 152 do 229 mm. Przed wieżą i jej komorami amunicyjnymi znajdowała się gródź pancerna o grubości 114 mm. Śródokręcie było ponadto chronione pokładem pancernym o grubości 51 mm oraz dodatkowymi grodziami wzdłużnymi grubości 15 mm, znajdującymi się w odległości 90 cm od burt. Cylindryczna wieża artyleryjska miała pancerz grubości 140 mm z przodu i 114 mm w części tylnej, na drewnianej podkładce grubości 356–381 mm. Opancerzone płytami grubości 76 mm na drewnianej podkładce grubości 203 mm było również umieszczone za wieżą sześciokątne stanowisko dowodzenia. 

### Napęd
Napęd okrętu stanowiła pozioma dwucylindrowa maszyna parowa pojedynczego rozprężania typu Maudslay, o mocy nominalnej 800 KM, długotrwałej 1200 KM, a maksymalnej chwilowej 1640 KM. Zasilały ją w parę cztery prostokątne kotły, znajdujące się we wspólnej kotłowni (dwa z czterema paleniskami i dwa z trzema paleniskami). Prędkość wynosiła 11 węzłów, a maksymalnie 12,4 węzła. „Huáscar” zabierał 300 ton węgla; przy prędkości 9 węzłów zasięg wynosił 2700 mil morskich. 
Okręt posiadał też pomocnicze ożaglowanie typu bryg, które jednak ostatecznie zdjęto przed wojną w 1879 roku, a po bitwie pod Iquique w maju zdjęto też przedni trójnożny maszt, umieszczony tuż przed wieżą i ograniczający pole ostrzału. Na maszcie rufowym zamontowano z kolei mars bojowy z kartaczownicą Gatlinga i pięcioma działkami małokalibrowymi.  Wraz z ożaglowaniem, usunięto też bukszpryt.

## Służba w Peru

### Początek służby
„Huáscar” został odebrany przez peruwiańską załogę 12 stycznia 1866 roku. Trzy dni później Peru przystąpiło do wojny Chile z Hiszpanią i „Huáscar” pośpiesznie opuścił 17 stycznia Wielką Brytanię w obawie przed internowaniem, pod dowództwem komandora Jose Marii Salcedo. Po spotkaniu w Breście z nowo zbudowaną fregatą pancerną „Independencia”, oba okręty wyruszyły 27 lutego przez Atlantyk. 28 lutego „Huáscar” został lekko uszkodzony w kolizji obu okrętów; remont udało się przeprowadzić dopiero w Rio de Janeiro, gdzie okręty dopłynęły 1 kwietnia.
Okręty nie zdążyły jednak wziąć udziału w działaniach wojennych. Przepłynęły przez Cieśninę Magellana 24 maja i dołączyły do sojuszniczej floty w Ancud w Chile dopiero 7 czerwca. Po drodze zdołały jednak zatopić trzy hiszpańskie statki handlowe u brzegów Brazylii. 11 czerwca flota sojusznicza została przebazowana do zniszczonego niedawno przez Hiszpanów Valparaiso. Rząd Peru planował użycie „Huáscara” i innych okrętów w ekspedycji odwetowej do hiszpańskiej kolonii na Filipinach, jednak plan ten ostatecznie zarzucono. Po rozwiązaniu wspólnej eskadry i zakończeniu aktywnych działań bojowych, „Huáscar” przeszedł do Peru, bazując głównie w Callao.
W 1867 roku dowódcą monitora został komandor Miguel Grau, piastując to stanowisko aż do lipca 1876 roku. Postawa dowódcy „Huáscara” przyczyniła się do niepowodzenia próby zamachu stanu braci Gutiérrez przeciw nowemu prezydentowi elektowi Manuelowi Pardo 22 lipca 1872 roku. Na początku 1873 roku monitor patrolował wody wzdłuż wybrzeży Chile i Boliwii w związku z napięciem się stosunków między tymi krajami. Od kwietnia 1874 do stycznia 1875 roku monitor w składzie eskadry szkolnej (Escuadra de Evoluciones) uczestniczył w zespołowych ćwiczeniach taktyki morskiej. 2 listopada 1874 roku „Huáscar” przechwycił w zatoce Pacocha statek „Talismán” z ładunkiem broni, udaremniając powstanie antyrządowe generała Nicolása de Piéroli.

### Powstanie Pieroli

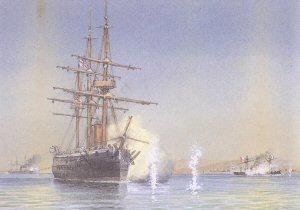
Bitwa w zatoce Pacocha – na pierwszym planie HMS „Shah”

W maju 1877 roku Nicolás de Piérola podjął kolejną próbę zamachu stanu w Peru, jednak nie udało mu się obalić prawowitych władz. Niemniej 6 maja zwolennicy Pieroli opanowali „Huáscar”, który stał się następnie kwaterą samozwańczego prezydenta. Przeciw okrętowi skierowana została eskadra rządowych okrętów peruwiańskich pod dowództwem Juana Guillermo Moore′a. 27 maja doszło do potyczki, podczas której „Huáscar” spowodował niewielkie szkody na pokładzie fregaty pancernej „Independecia” (1 zabity) i sam zdołał umknąć. 28 maja ostrzelał port Pisagua, który następnie opanowali członkowie jego załogi. Jednak, na skutek wcześniejszego zatrzymania i skontrolowania dwóch brytyjskich statków handlowych „Santa Rosa” i „John Elder”, przeciw „Huáscarowi”, oskarżanemu o piractwo, wyruszyła brytyjska eskadra w składzie silnie uzbrojonej i znacznie większej żelaznej fregaty śrubowej HMS „Shah” i korwety HMS „Amethyst”.
29 maja po południu, po odrzuceniu przez Pierolę oferty poddania się, doszło do potyczki z brytyjską eskadrą w zatoce Pacocha, koło portu Ilo. Po zaciętym, ponad dwugodzinnym pojedynku, „Huáscar”, dobrze manewrując po płytkich wodach, na które brytyjska fregata obawiała się wpłynąć, zdołał umknąć pod osłoną ciemności. W czasie walki otrzymał 50 – 70 trafień, które nie spowodowały poważniejszych zniszczeń, a tylko jedno przebiło pancerz. Większość trafień było pociskami kalibru 160 mm i 178 mm. Monitor wystrzelił tylko 5 pocisków głównego kalibru. Straty w załodze były niewielkie (1 zabity). Okręt uniknął również trafienia wystrzeloną do niego torpedą Whiteheada, po prostu zwiększając prędkość – było to pierwsze użycie bojowe torped w historii, i stąd „mało istotna potyczka pod Ilo weszła do historii wojen morskich”. Prawdopodobnie też po raz pierwszy w potyczce morskiej użyto kartaczownicy Gatlinga, ostrzeliwując nią „Huáscara” z masztu „Shaha” podczas zbliżenia się okrętów. Starcie to uważane było za prestiżową porażkę Royal Navy, ponieważ okręty brytyjskie nie zatopiły ani nie zatrzymały „Huáscara”, jednakże pod względem taktycznym zwyciężali Brytyjczycy. Mimo to, 30 maja okręt poddał się siłom rządowym w Iquique, ponieważ na pancerniku kończyły się zapasy amunicji.

### Wojna o Pacyfik

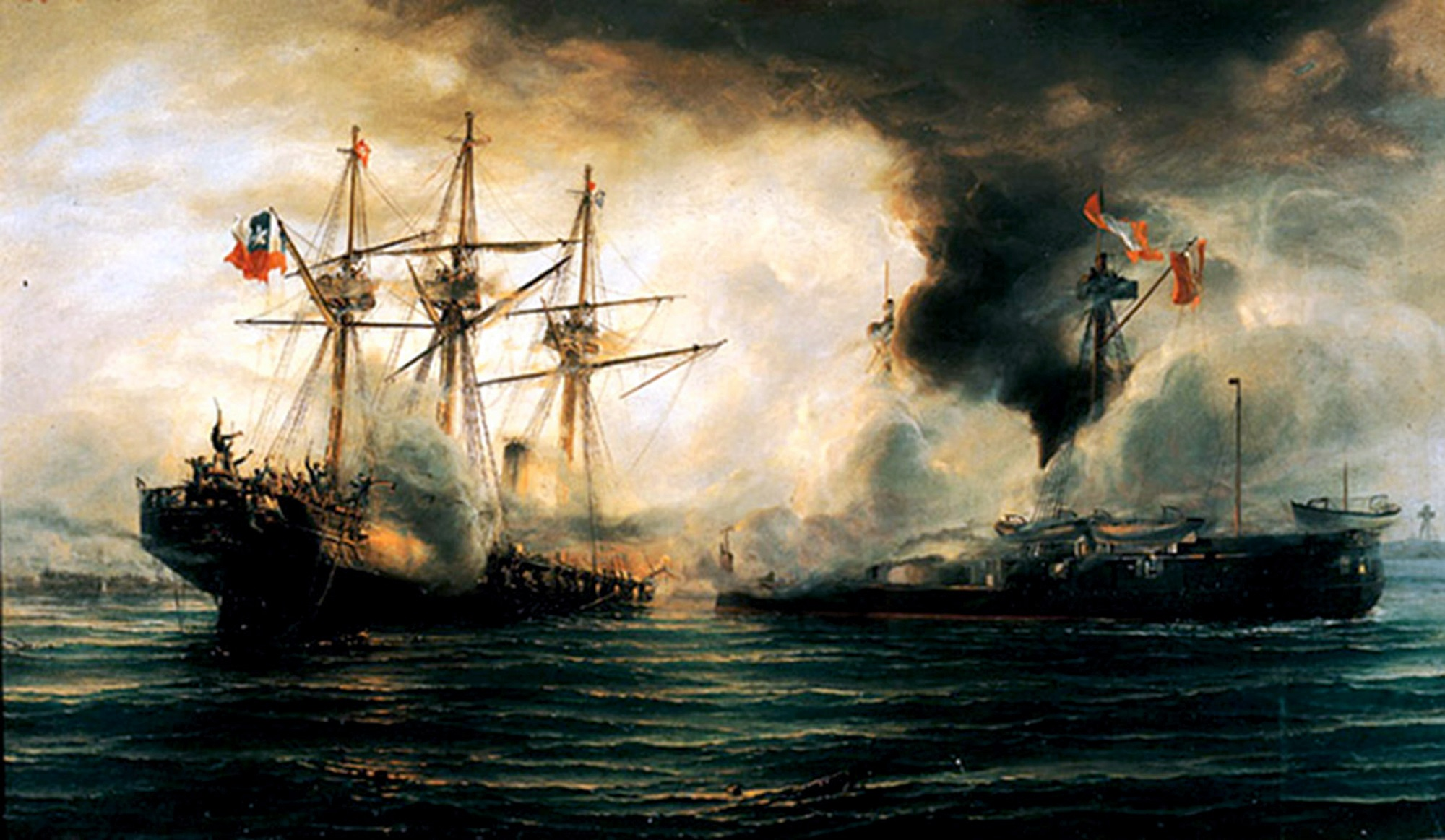
Zatopienie korwety „Esmeralda” w bitwie pod Iquique 21 maja 1879 r.

5 kwietnia 1879 roku wybuchła tzw. wojna o Pacyfik (wojna o saletrę) między Peru i Boliwią a Chile. „Huáscar” był jedną z czterech najsilniejszych jednostek floty Peru i jedną z dwóch najbardziej wartościowych. Drugą, fregatę „Independencia”, wkrótce stracono. Dowódcą monitora od 28 marca ponownie był Miguel Grau. 21 maja „Huáscar” zatopił w bitwie pod Iquique chilijską korwetę „Esmeralda”, blokującą Iquique. Mimo że jego ogień był niecelny, „Huáscar” trzykrotnie staranował „Esmeraldę”, przy czym jej dowódca Arturo Prat poniósł śmierć na pokładzie „Huáscara”, próbując abordażować monitor i zyskując przez to status chilijskiego bohatera narodowego. „Huáscar” wystrzelił 47 pocisków z dział podczas starcia.
W ciągu następnych miesięcy, monitor pod dowództwem komandora Grau, awansowanego 26 sierpnia na kontradmirała, prowadził śmiałe działania rajderskie na chilijskich liniach komunikacyjnych, topiąc statki handlowe, atakując porty i stając się najbardziej dokuczliwym zagrożeniem dla Chile. Między innymi, podczas pierwszego rajdu zakończonego 7 czerwca zatopił 13 niewielkich statków, uwolnił dwa zdobyte peruwiańskie szkunery, przerwał podwodny kabel telegraficzny między Valparaiso i Antofagasta i dwukrotnie walczył z bateriami nadbrzeżnymi w Antofagasta. Podczas walk z artylerią nabrzeżną otrzymał trafienie pociskiem kalibru 178 mm. 
6 lipca „Huáscar” wyszedł w kolejny rajd. 23 lipca 1879 roku pod Antofagasta wraz z korwetą „Unión” zdobył statek „Rimac”, transportujący szwadron chilijskiej kawalerii pułku Carabineros de Yungay (258 żołnierzy), konie i sprzęt wojskowy. Fakt ten spowodował w Chile demonstracje antyrządowe, zmiany w rządzie i dowództwie. Chilijczycy przygotowali główny zespół floty specjalnie w celu przechwycenia „Huáscara”, remontując swoje okręty i czyszcząc im kadłuby dla osiągnięcia większych prędkości. Mimo to, 28 sierpnia w starciu na redzie portu Antofagosta z korwetą „Abtao”, kanonierką „Magallanes” i bateriami nadbrzeżnymi, „Huáscar” poważnie uszkodził „Abtao” i spowodował szkody w artylerii nadbrzeżnej, sam odnosząc niewielkie uszkodzenia (1 zabity, 1 ranny).

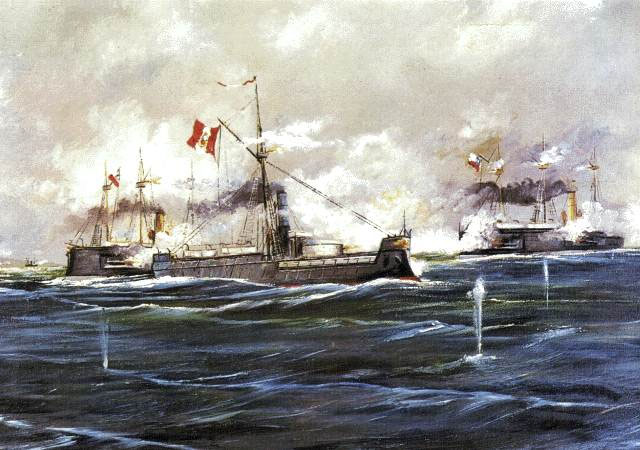
Monitor „Huáscar” (w centrum) podczas bitwy pod Angamos 8 października 1879 r.

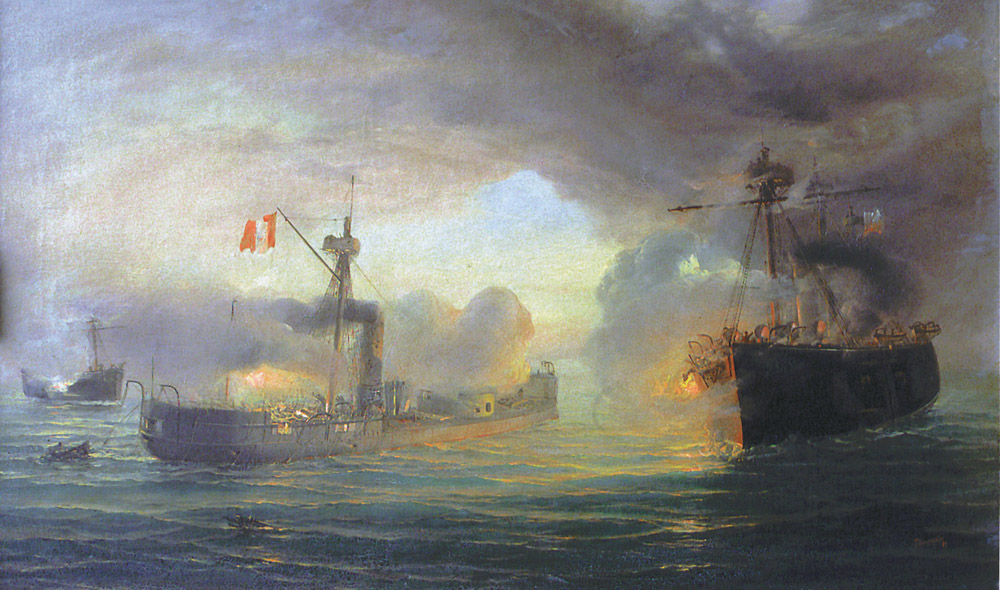
Monitor „Huáscar” podczas bitwy pod Angamos 8 października 1879 r.

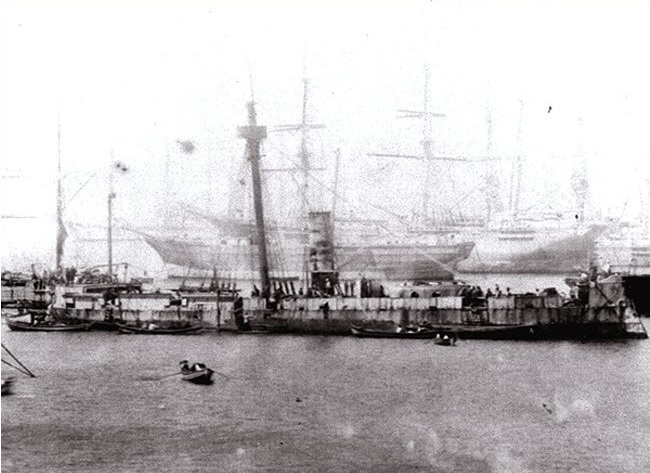
„Huáscar” po bitwie pod Angamos.

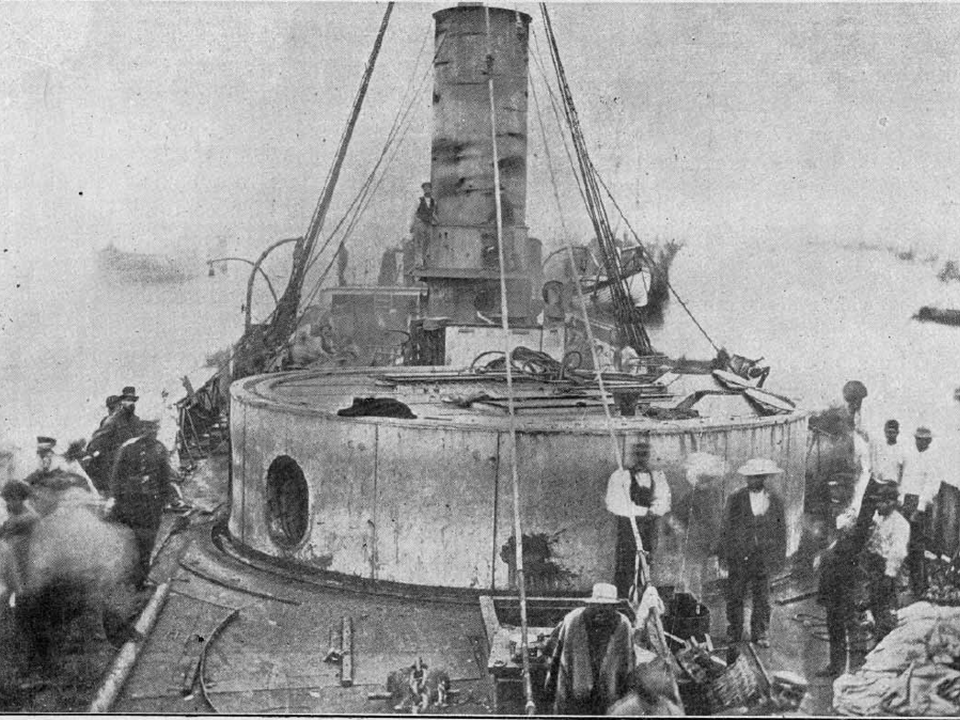
Zniszczenia na pokładzie „Huáscara” po bitwie pod Angamos.

8 października 1879 roku rano „Huáscar” i korweta „Unión” zostały ostatecznie przechwycone przez główne siły chilijskie. W bitwie koło przylądka Angamos z silniejszymi chilijskimi pancernikami kazamatowymi „Almirante Cochrane” i „Blanco Encalada”, „Huáscar” został poważnie uszkodzony kilkudziesięcioma trafieniami z ciężkich dział, w tym co najmniej 20 pociskami przeciwpancernymi Pallisera, przebijającymi pancerz. Okręt został trafiony m.in. w wieżę artyleryjską. Zginęło 33 (według innych źródeł 64) członków jego załogi, w tym pięciu oficerów, wraz z dowódcą; wielu zostało rannych. Admirał Grau zginął na skutek trafienia w wieżę dowodzenia, niedługo po rozpoczęciu walki. Po zaciętej walce Peruwiańczycy podjęli próbę samozatopienia obezwładnionego okrętu, lecz chilijski oddział abordażowy zapobiegł zatonięciu, opanowując okręt i zmuszając załogę do zamknięcia zaworów dennych. Według relacji amerykańskiego oficera oglądającego okręt po bitwie, „trudno było znaleźć jard kwadratowy powierzchni nadbudówek bez śladu pocisków różnych kalibrów”. Utrata „Huáscara” zaważyła na biegu wojny, dając Chilijczykom swobodę działań na morzu i transportu wojsk.

## Służba w Chile
Po przejęciu „Huáscar” został wyremontowany w Valparaiso i wcielony do marynarki wojennej Chile, biorąc udział w dalszych działaniach wojennych przeciwko Peru. Początkowo uczestniczył w blokadzie portu Arica. 27 lutego 1880 roku został tam uszkodzony w pojedynku z bateriami nadbrzeżnymi i powolnym, ale silnym monitorem „Manco Cápac” (amerykańskiego typu Canonicus; było to prawdopodobnie pierwsze starcie monitorów). „Huáscar” został trafiony 12 pociskami, w tym dwoma kalibru 381 mm z „Manco Cápac” w momencie gdy usiłował staranować peruwiański monitor, przy czym poniósł śmierć dowódca „Huáscara”, komandor porucznik Manuel Thomson Porto Mariño. Zginęło lub zostało rannych ogółem 28 członków załogi.
17 marca 1880 roku „Huáscar” pod nowym dowódcą ostrzeliwał baterie nadbrzeżne w Arica, a następnie blokował Callao, walcząc 22 kwietnia i 10 maja z bateriami nadbrzeżnymi. Podczas drugiego starcia, został trafiony trzy razy, w tym raz poniżej linii wodnej. Remont w Valparaiso trwał do października, a od listopada okręt ponownie blokował Callao. 11 grudnia wraz z innymi jednostkami walczył pod Callao z peruwiańskim monitorem „Atahualpa”, lecz bez trafień po żadnej ze stron. 13 stycznia 1881 roku wspierał wojska lądowe w zwycięskiej bitwie pod Chorillos na przedpolu Limy, a następnie pod Miraflores, ostrzeliwując fort „Alfonso Ugarte”. 18 stycznia padło Callao, a na skutek zwycięstw Chile na lądzie, zakończyły się działania morskie wojny. 11 czerwca desant z monitora zajął bez walki port Paita. Dowódcą „Huáscara” był wówczas kmdr ppor. Emilio Valverde, który został szefem administracji okupacyjnej.
W 1882 roku okręt został wyremontowany i zmodernizowany, m.in. wymieniono działa artylerii głównej na nowocześniejsze odtylcowe działa kaliber 203 mm produkcji Armstronga o dłuższej lufie i lepszych własnościach balistycznych. Według innych źródeł, zmiana uzbrojenia miała miejsce już podczas remontu w październiku 1880 roku. Na skutek zastąpienia ręcznego mechanizmu obrotu wieży parowym skrócił się czas jej pełnego obrotu z 15 do 5 minut. Wymieniono też na nowe kotły. W 1885 roku na odtylcowe wymieniono działa artylerii średniej, zamontowano też nowe stanowisko dowodzenia, wykonane w Wielkiej Brytanii, i nowe maszty. Dzięki zmianie śruby, nieco wzrosła prędkość. 
5 maja 1888 roku „Huáscar” przetransportował z Iquique urny z prochami Arturo Prata, Ignacio Serrano Montanera i Juana de Dios Aldea, poległych w bitwie pod Iquique, w celu uroczystego pochowania u stóp pomnika bohaterów Iquique w Valparaiso.
W roku 1890 okręt odstawiono do rezerwy. W 1891 roku, podczas wojny domowej między Kongresem a prezydentem José Balmacedą, „Huáscar” razem z flotą Chile wszedł w skład sił Kongresu. 19 lutego 1891 roku wraz z „Blanco Encalada” i nowym krążownikiem „Esmeralda” odparł atak oddziałów prezydenckich na Iquique. Brał też ograniczony udział w dalszych działaniach morskich wojny domowej. Po zakończeniu działań, w 1891 roku trafił ponownie do rezerwy, a w roku 1896 poddano go remontowi w nowym doku w Talcahuano.
Podczas prób po remoncie, doszło na nim do wybuchu rurki w kotle, w którym zginęło 14 ludzi, po czym „Huáscar” już nie powrócił do służby liniowej. W roku 1901 został wycofany ze służby i zakotwiczony w bazie Talcahuano jako stacjonarny hulk koszarowy, po zdemontowaniu kotłów. W latach 1917–1930 służył jako okręt-baza okrętów podwodnych. W kolejnych latach pozostawał nadal zakotwiczony w Talcahuano. W 1935 roku okręt udostępniono do zwiedzania i ustawiono na nim 4 działka salutacyjne, podnosząc na nim proporzec Dowódcy 2. Strefy Morskiej.

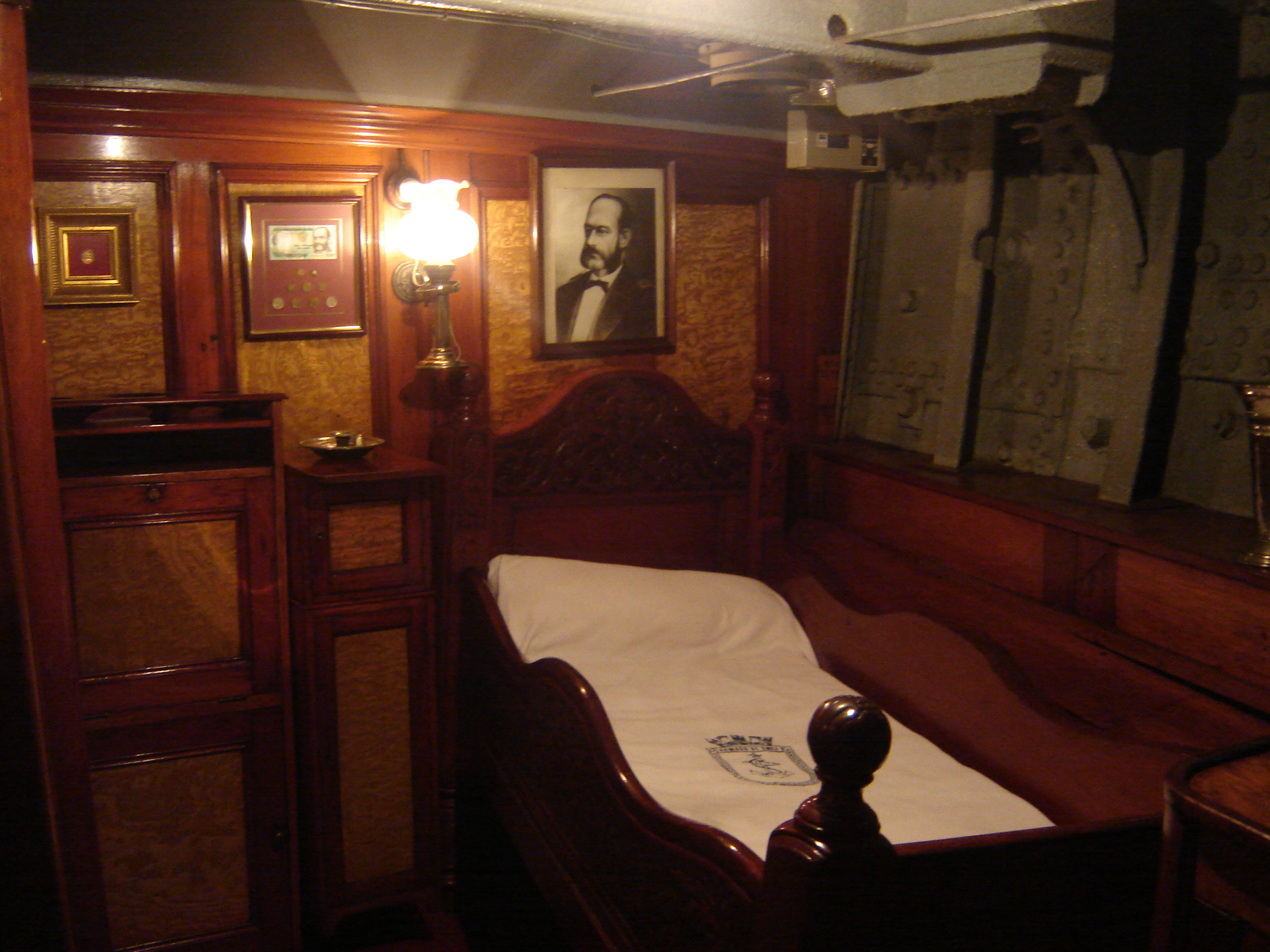
Salon dowódcy, z portretem admirała Grau – stan obecny

## Muzeum
W rocznicę bitwy pod Angamos, 8 października 1952 roku, po odrestaurowaniu, „Huáscara” otwarto jako okręt muzeum w bazie marynarki wojennej Chile w Talcahuano. Część oryginalnego wyposażenia przetrwała w magazynach. Okręt stał się pomnikiem morskiej chwały obu narodów. W odrestaurowanym salonie dowódcy okrętu na rufie znajdują się portrety zarówno dwóch poległych na jego pokładzie dowódców chilijskich – Artura Prata i Manuela Thomsona, jak i peruwiańskiego admirała Miguela Grau. W pomieszczeniach kotłowni urządzono kaplicę. W latach 1971–1972 okręt przeszedł remont i dalszy etap restauracji. Odtworzono maszynę parową i urządzenia sterowe oraz odrestaurowano wieżę zgodnie z jej stanem z 1882 roku.

## Dane
- wymiary: długość / szerokość / zanurzenie: 59,4 / 10,7 / 4,53 m
- konstrukcja: kadłub żelazny, 5 przedziałów wodoszczelnych
- napęd: maszyna parowa pozioma dwucylindrowa, pojedynczego rozprężania; 4 prostokątne kotły parowe; moc 1200 KM (maksymalna 1640 KM); 1 śruba okrętowa
- prędkość: maksymalna 12,4 węzła
- zapas węgla: 300 t
- zasięg: 2700 Mm przy 9 w., 1800 Mm przy 10 w.
- załoga: ok. 200

Uzbrojenie:
- początkowo:

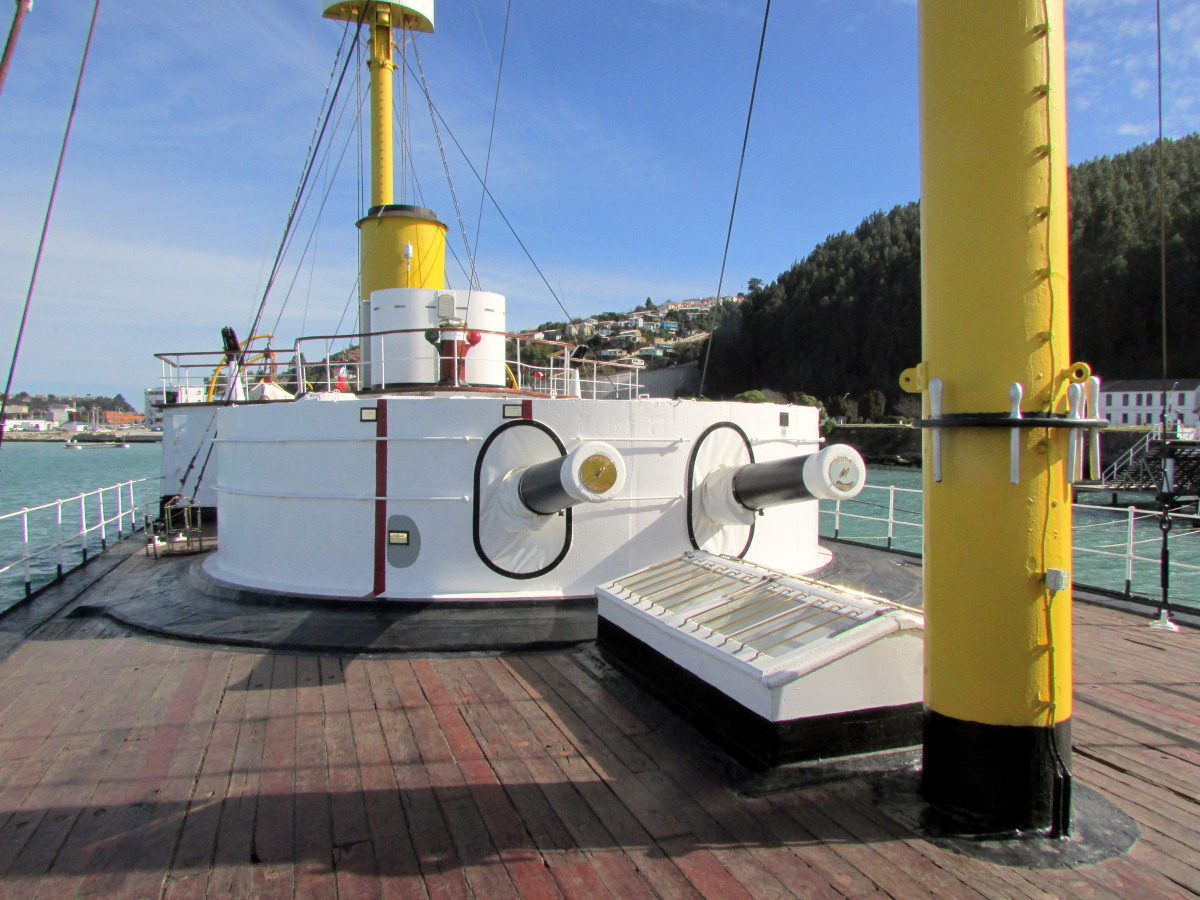
Wieża dział 203 mm „Huáscara” – stan obecny

  - 2 odprzodowe działa gwintowane kalibru 254 mm Armstrong (330-funtowe; długość lufy 12 kalibrów) w obrotowej wieży artyleryjskiej na śródokręciu (kąt ostrzału – 138° na obie burty)
  - 2 działa odprzodowe 120 mm Armstrong (40-funtowe; długość lufy 16 kalibrów) w stanowiskach na prawej burcie i rufie
  - 1 działo odprzodowe 76 mm Armstrong (12-funtowe) w stanowisku na lewej burcie
  - 1 karabin maszynowy Gatling na marsie masztu
- od 1882/1885 r.:
  - 2 odtylcowe działa kaliber 203 mm Elswick w obrotowej wieży
  - 2 działa odtylcowe 120 mm w stanowiskach na prawej burcie i rufie
  - 1 działo odtylcowe 76 mm w stanowisku na lewej burcie
  - 2 działa 57 mm
  - 3 pięciolufowe działa 37 mm Hotchkiss

Opancerzenie (żelazne na drewnianym podkładzie):
- wieża artyleryjska – 140 mm (przód) – 114 mm
- burty – 64-115 mm
- pokład (śródokręcie) – 51 mm
- wieża dowodzenia(inne języki) – 76 mm